# Sarcophaga serbica
Sarcophaga serbica är en tvåvingeart som beskrevs av Baranov 1930. Sarcophaga serbica ingår i släktet Sarcophaga och familjen köttflugor.
Artens utbredningsområde är Serbien. Inga underarter finns listade i Catalogue of Life.